# Giornale Italiano di Dermatologia e Venereologia
Das Giornale Italiano di Dermatologia e Venereologia, abgekürzt G. Ital. Dermatol. Venereol., ist eine wissenschaftliche Fachzeitschrift, die vom Edizioni Minerva Medica-Verlag im Auftrag der Società Italiana di Dermatologia e Malattie Sessualmente Trasmesse veröffentlicht wird. Die Zeitschrift wurde 1866 unter dem Namen Giornale Italiano delle Malattie veneree e della pelle gegründet, änderte ihn 1925 in Giornale Italiano di Dermatologia e Sifilologia, im Jahr 1957 erfolgte eine Verkürzung auf Giornale Italiano di Dermatologia und 1969 wurde sie mit der Zeitschrift Minerva Dermatologica, die 1926 unter dem Namen Dermosifilografo gegründet wurde, fusioniert. Der gemeinsame Name lautete Giornale Italiano di Dermatologia, Minerva Dermatologica, der 1980 in den derzeitigen Namen geändert wurde. Sie erscheint mit sechs Ausgaben im Jahr. Es werden Arbeiten aus allen Bereichen der Dermatologie veröffentlicht.
Der Impact Factor lag im Jahr 2014 bei 0,677. Nach der Statistik des ISI Web of Knowledge wird das Journal mit diesem Impact Factor in der Kategorie Dermatologie an 57. Stelle von 63 Zeitschriften geführt.